# خالد عیاری
خالد عیاری (زاده ۱۷ ژانویه ۱۹۹۰)، بازیکن فوتبال تونسی است که در نقش مهاجم برای باشگاه فرانسوی Rodez AF بازی می کند.

## دوران باشگاهی
عیاری یک فصل برای باشگاه فرانسوی Orléans بازی کرده است. 
او در ۱۲ سپتامبر ۲۰۱۷، با قراردادی یک و نیم ساله، به باشگاه بلغاری Lokomotiv Plovdiv پیوست. 